# Ichneumon occidentis
Ichneumon occidentis là một loài tò vò trong họ Ichneumonidae.